# Starman (Lied)
Starman (englisch Sternenmann) ist ein Musiktitel des britischen Musikers David Bowie aus dem Jahr 1972.

## Hintergrund
Die Aufnahme von Starman erfolgte am 4. Februar 1972 in den Trident Studios in London. Ursprünglich war für das Album The Rise and Fall of Ziggy Stardust and the Spiders from Mars eine Coverversion von Chuck Berrys Around And Around vorgesehen, das unter dem geänderten Titel Round And Round auch eingespielt wurde. Als jedoch klar wurde, dass keines der vorgesehenen und überwiegend bereits eingespielten Lieder das Potential für einen Hit gehabt hätte, drängte Dennis Katz von RCA Bowie dazu, Starman mit in das Album aufzunehmen.
Ursprünglich sollte der Song Bowie zufolge Teil eines ursprünglich geplanten Albums zwischen Hunky Dory und The Rise and Fall of Ziggy Stardust and the Spiders from Mars sein. In diesem nicht betitelten Album hätten auch die Lieder He’s A Gold Mine, Bombers, Round And Round und Something Happens veröffentlicht werden sollen. Drei dieser fünf Titel gelangten noch in die Planungen für das Ziggy-Stardust-Album, doch schließlich wurde nur Starman verwendet.

## Inhalt
Das Lied handelt von Ziggy Stardust, der in einer Radiosendung den Jugendlichen der vom Untergang bedrohten Erde die Hoffnung bringende Nachricht übermittelt, dass einem Außerirdischen namens Starman die Rettung der Welt gelingen würde. Die Geschichte wird aus der Perspektive eines Jugendlichen erzählt, der Ziggy im Radio zuhört. Bowie erläuterte 1973 William S. Burroughs von der Zeitschrift Rolling Stone, dass Ziggy Stardust nicht Starman selbst sei, sondern nur sein irdisches Sprachrohr. Allerdings passt dies nicht zu wiederholt veröffentlichten Zeichnungen, die Ziggy als einen Außerirdischen zeigen.
Starman folgt dem Stil des kurz zuvor erschienenen Albums Hunky Dory, erkennbar musikalisch inspiriert durch Judy Garlands Over the Rainbow aus dem Film Der Zauberer von Oz. Der Oktavsprung im Refrain beim Wort Starman ist identisch mit dem in Somewhere: Over The Rainbow.
Bowie erzählte selbst: „‘Star[…]man’ is in fact ‚’some[…]where over the Rainbow’ and I just went from there and just took it somewhere else to be […] It became a blueprint for that […] Anything I touch always kind of gets perverted out of all recognisable form. That’s half the fun of it. Taking a system and throwing a spanner into it“ (dt.: ‘Star[…]man’ ist tatsächlich ‘some[…]where over the Rainbow’ und ich ging einfach von dort los und brachte es woanders hin […] es wurde die Blaupause für das […] Alles was ich anfasse, wird irgendwie verändert, weg von allen erkennbaren Formen. Das ist der halbe Spaß. Ein System zu nehmen und Sand ins Getriebe zu streuen).

## Rezeption
Aus kommerzieller Sicht wurde Starman zum Meilenstein in Bowies Karriere und sein erster Hit seit Space Oddity im Jahr 1969. Im New Musical Express berichteten die Kritiker Roy Carr und Charles Shaar Murray, es gäbe die Vermutung, es sei Bowies erste Aufnahme seit Space Oddity und gleichzeitig die Fortsetzung dessen.
Anfangs verkaufte sich die Single trotz positiver Kritiken mäßig. So bezeichnete der populäre englische Radio-Moderator John Peel sie als "a classic, a gem" (dt.: ein Klassiker, ein Juwel). Erst nach Bowies Auftritt in der TV-Musikshow Top of the Pops zogen die Verkäufe an. Am 5. Juli 1972 wurde sein Auftritt aufgezeichnet und am folgenden Tag gesendet. Weniger Beachtung fand drei Wochen vorher ein Liveauftritt in Independent Televisions TV-Show Lift Off With Ayshea. Bowies Darbietung mit den Spiders wurde jedoch berühmt. Der Autor David Buckley schrieb, "Many fans date their conversion to all things Bowie to this Top of the Pops appearance" (dt.: Viele Fans datieren ihre Hinwendung zu Bowie auf diesen Auftritt). Es brachte Ziggy Stardust in das Bewusstsein einer Nation und verhalf Starman auf Platz 10 und gleichzeitig dem Album, einen Monat vorher veröffentlicht, zu Platz 5. Der Titel hielt sich elf Wochen in den UK Charts. Der Auftritt in Top of the Pops ist auf der DVD-Ausgabe von Best of Bowie enthalten.
In den USA war es Bowies erste Single in den Billboard Hot 100 und erreichte Platz 65 im August 1972.
Bowie spielte das Lied auch am 22. Mai 1972 in einer Radiosendung der BBC, Johnny Walker Lunchtime Show. Die Aufnahme wurde Anfang Juni 1972 ausgestrahlt und schließlich im Jahr 2000 in Bowie at the Beeb veröffentlicht.
Im Februar 1999 wählten die Leser des britischen Q Magazine den Titel zu einer der 100 besten Singles aller Zeiten.

## Künstlerische Verwendung von Starman
- In der Comicserie Starman erzählt der Autor James Dale Robinson die Geschichte eines Außerirdischen namens Mikaal Tomas, der während seiner Zeit auf der Erde das Pseudonym ‚Starman‘ verwendete. In der Einleitung der Geschichte erwähnt Mikaal, dass die Menschen auf der Erde ihm wegen der Ähnlichkeiten zwischen seinem Leben und Bowies Lied diesen Namen gegeben hätten.[6]
- Das Lied wurde 2015 im Film Der Marsianer – Rettet Mark Watney verwendet.
- Eine Coverversion des Schauspielers John C. Reilly war in der Filmkomödie Walk Hard: The Dewey Cox Story 2007 zu hören.
- 2015 wird das Lied in der Zeichentrickserie Die Simpsons in der Episode Der Musk, der vom Himmel fiel gespielt.
- Der US-Präsidentschaftskanditat Bernie Sanders verwendete 2016 den Musiktitel während seines Wahlkampfs.[7]
- In der Science-Fiction-TV-Serie Torchwood in der Folge Random Shoes wird das Lied gespielt, während einer der Hauptdarsteller sich an frühere Ereignisse erinnert.
- Auch im Abspann der ersten Episode der zweiten Staffel von Life on Mars – Gefangen in den 70ern wird das Lied wegen der verschiedenen Anspielungen auf David Bowie in der ganzen Serie gespielt.
- Der Titel ist im Hintergrund der Werbung für den Audi R8 während des Super Bowl 50 2016 zu hören.[8]
- Beim Erstflugs der Falcon-Heavy-Rakete im Februar 2018 wurde der Elektrosportwagen Tesla Roadster in den Weltraum befördert. In dem Fahrzeug saß eine Raumfahrerpuppe mit dem Namen Starman, in Anspielung auf den David-Bowie-Song.[9]
- In dem Film Coda wird eine Acapella-Version des Liedes aufgeführt.[10]
- Eine Cover-Version des Liedes wurde im ersten Trailer für den Animationsfilm Lightyear verwendet.[11]

## B-Seite
Suffragette City ist ein Lied von Bowie, das ebenfalls auf dem Album The Rise and Fall of Ziggy Stardust and the Spiders from Mars veröffentlicht wurde. Anlässlich des Verkaufsstarts der Kompilation ChangesOneBowie 1976 erfolgte die Auskopplung als Single, die sich jedoch nicht platzieren konnte.
Das Lied wurde am 4. Februar 1972 gegen Ende der Einspielungen für das Album Ziggy Stardust aufgenommen. Suffragette City beinhaltet einen Klavierriff, der stark von Little Richard beeinflusst ist, und eine textliche Referenz zu Buch und Film Uhrwerk Orange (das Wort droogie bedeutet friend).
Bevor Bowie das Lied selbst aufnahm, bot er es der Band Mott the Hoople an, wenn sie darauf verzichten würden, sich zu trennen. Die Gruppe verzichtete und verwendete stattdessen Bowies All the Young Dudes.

## Besetzung
- David Bowie: Gesang, Gitarre, Klavier, Geigenarrangement
- Mick Ronson: Gitarre, Orgel
- Trevor Bolder: Bassgitarre
- Mick Woodmansey: Schlagzeug

## Produktion
- Ken Scott – Produzent
- David Bowie – Produzent

## Kommerzieller Erfolg

### Chartplatzierungen
| ChartsChartplatzierungen       | Höchstplatzierung | Wochen |
| ------------------------------ | ----------------- | ------ |
| Österreich (Ö3)                | 55 (1 Wo.)        | 1      |
| Vereinigte Staaten (Billboard) | 65 (9 Wo.)        | 9      |
| Vereinigtes Königreich (OCC)   | 10 (14 Wo.)       | 14     |

### Auszeichnungen für Musikverkäufe
| Land/Region                  | Auszeichnungen für Musikverkäufe (Land/Region, Auszeichnung, Verkäufe) | Verkäufe  |
| ---------------------------- | ---------------------------------------------------------------------- | --------- |
| Italien (FIMI)               | Platin                                                                 | 70.000    |
| Neuseeland (RMNZ)            | Platin                                                                 | 30.000    |
| Spanien (Promusicae)         | Platin                                                                 | 60.000    |
| Vereinigtes Königreich (BPI) | 2× Platin                                                              | 1.200.000 |
| Insgesamt                    | 5× Platin ·                                                            | 1.360.000 |

Hauptartikel: David Bowie/Auszeichnungen für Musikverkäufe